# SV Frauenbiburg
Der SV Frauenbiburg (offiziell: Sportverein Frauenbiburg e. V.) ist ein Sportverein aus dem Dingolfinger Ortsteil Frauenbiburg in Niederbayern. Der Verein bietet Fußball und Tennis an. Die erste Fußballmannschaft der Frauen spielte von 2015 bis 2019 in der Regionalliga Süd. Die B-Juniorinnen spielten drei Jahre in der Bundesliga.

## Geschichte
Der Verein wurde am 27. Oktober 1963 gegründet. Ein Jahr später nahmen zwei Herrenmannschaften und eine A-Jugendmannschaft den Spielbetrieb auf. Die Männermannschaft des SV Frauenbiburg schaffte im Jahre 2009 den Aufstieg in die Bezirksliga. Seit dem Abstieg im Jahre 2015 tritt die Mannschaft in der Kreisliga Straubing an. Heimspielstätte ist das Waldstadion.
Die Fußballerinnen des SV Frauenbiburg spielten bis Mitte der 2000er Jahre in der Bezirksliga. Im Jahre 2006 stieg die Mannschaft in die Bezirksoberliga Niederbayern auf, ehe zwei Jahre später der Aufstieg in die Landesliga Süd folgte. Dort wurde die Mannschaft auf Anhieb Vizemeister hinter dem TV Altötting. Da dieser auf den Aufstieg verzichtete, ging es für die Frauenbiburgerinnen hinauf in die Bayernliga. Nach einer Vizemeisterschaft im Jahre 2014 hinter dem FC Ingolstadt 04 wurde die Mannschaft ein Jahr später Meister und stieg in die Regionalliga Süd auf. Dort wurden die Frauenbiburgerinnen 2017 Vizemeister hinter der zweiten Mannschaft des SC Freiburg. Zwei Jahre später folgte der Abstieg in die Bayernliga.
Die B-Juniorinnen des SV Frauenbiburg gehörten im Jahre 2012 zu den Gründungsmitgliedern der Bundesliga. Nach einem siebten Platz in der Saison 2013/14 folgte ein Jahr später der Abstieg.